# Verner Edberg
Knut Verner Edberg, född 11 juni 1928 i Brännkyrka församling, Stockholm, död 30 november 2003 i Farsta församling, Stockholm,  var en svensk skådespelare.
Edberg är begravd på Sandsborgskyrkogården i Stockholm.

## Filmografi
- 1952 – Farlig kurva
- 1953 – Flickan från Backafall
- 1953 – Göingehövdingen
- 1953 – Marianne
- 1954 – Flicka med melodi
- 1954 – Hästhandlarens flickor
- 1955 – Våld
- 1959 – Brott i Paradiset
- 1963 – Det är hos mig han har varit
- 1963 – Mordvapen till salu
- 1966 – Thunderbirds Are Go
- 1969 – Eva - den utstötta
- 1970 – En kärlekshistoria
- 1979 – Godnatt, jord (TV-serie)
- 1982 – Pengar
- 1982 – Hedebyborna (TV-serie)
- 1983 – Farmor och vår Herre (TV-serie)

## Teater

### Roller
| År   | Roll        | Produktion                           | Regi              | Teater                           |
| ---- | ----------- | ------------------------------------ | ----------------- | -------------------------------- |
| 1957 |             | Vigseln Nikolai Gogol                | Anita Blom        | Borås kretsteater                |
| 1957 |             | Mariana Pineda Federico García Lorca | Åke S. Pettersson | Borås kretsteater                |
| 1958 |             | Järnvattnet i Madrid Lope de Vega    | Sandro Malmquist  | Riksteatern                      |
| 1961 |             | De löjliga preciöserna Molière       | Bernhard Krook    | Parkteatern                      |
| 1962 | Förvaltaren | Jeppe på berget Ludvig Holberg       | John Zacharias    | Norrköping-Linköping stadsteater |
| 1967 |             | Peer Gynt Henrik Ibsen               | Jerk Liljefors    | Riksteatern                      |